# Virtus Pallacanestro Bologna 2006-2007
Questa voce raccoglie le informazioni riguardanti la Virtus Pallacanestro Bologna nelle competizioni ufficiali della stagione 2006-2007.

## Stagione
La stagione 2006-2007 della Virtus Pallacanestro Bologna sponsorizzata VidiVici è la 69ª nel massimo campionato italiano di pallacanestro, la Serie A.
All'inizio della nuova stagione la Lega Basket decise di modificare il regolamento riguardo al numero di giocatori stranieri da schierare contemporaneamente in campo che venne ridotto a sei, con anche la possibilità di impiegare fino a quattro giocatori extracomunitari.
L'investimento sul settore giovanile per il futuro ha portato all'acquisizione della gestione del centro sportivo Cierrebi a Bologna dedicato alle attività del minibasket. Le partite delle giovanili saranno con ingresso a pagamento e gli introiti saranno devoluti ad un'associazione benefica di Bologna.
Il club ha lanciato un proprio canale, il Virtus Channel, che ha già cominciato a trasmettere eventi in diretta nonché partite del passato; è l'unico canale sportivo monotematico dedicato ad una squadra di pallacanestro in Italia, visibile senza abbonamento sul digitale terrestre, frutto della collaborazione con l'emittente locale È TV, già canale ufficiale della Virtus Bologna.
Il 29 ottobre 2006 la Virtus si presenta all'appuntamento del derby battendo 64-60 la Fortitudo, grazie a un'ottima prestazione dello statunitense Travis Best, riconquistando la supremazia cittadina (oltre al momentaneo comando del Campionato).
Il ritorno su livelli di eccellenza è confermato dalla conquista della finale di Coppa Italia al PalaMalaguti, dove la Virtus si presenta da seconda della classe in virtù del secondo posto che occupava nella Regular Season, eliminando autoritariamente la Whirpool Varese ai quarti e l'Armani Jeans Milano in semifinale. Il trofeo se lo aggiudica la Benetton Treviso che, al termine di una gara equilibratissima, sconfigge 67-65 i padroni di casa, grazie ad una maggiore precisione ai liberi negli ultimi secondi.
Nel girone di ritorno l'11 marzo 2007, la Virtus si impone ancora sulla Fortitudo e si aggiudica la stracittadina anche al PalaDozza, per merito delle ottime prestazioni dell'ala danese Christian Drejer (24 punti) e della mortifera prestazione dall'arco di Brett Blizzard (6/10 da 3 per 22 punti).
La partecipazione alla Fiba EuroCup, la prima competizione europea a cui la Virtus prende parte dopo l'ULEB Cup 2003-2004 quando partecipò sponsorizzata WWF Italia, è terminata con l'accesso alle FinalFour di Girona e la conquista della terza piazza, sconfitta a sorpresa dagli ucraini dell'Azovmash Mariupol in semifinale ma vittoriosa contro l'Estudiantes nello spareggio per il 3-4º posto.
Dopo aver chiuso la regular season al terzo posto, nei play-off affronta una delle sorprese del campionato, l'Angelico Biella. Dopo aver perso il fattore campo nella prima gara va in vantaggio 2-1, per poi chiudere la serie 3-2. In semifinale, contro l'Olimpia Milano, si presenta una "classica" del basket italiano. La Virtus vince subito in trasferta, ma perde gara 2 in casa. Quindi diventa tutto semplice per la squadra di Markovski, che espugna per la seconda volta consecutiva Milano e poi chiude la serie in casa. La finale, però, è a senso unico a causa della netta superiorità della Montepaschi Siena che concretizza in questa serie lo strapotere dimostrato nella regular season. Finisce 3-0 e solo in gara 3 la Virtus appare in grado di giocare alla pari con i senesi, ma ancora una volta la classe di Kaukėnas, la precisione di McIntyre e la potenza atletica di Eze, oltre allo sfortuna che causa un grave infortunio a Brett Blizzard prima della fine privando così la Virtus del suo miglior giocatore della serata, bloccano ogni speranza di successo. Nonostante questo, la stagione passerà alla storia come una delle più sorprendenti mai vissute, e il secondo posto segna inoltre il ritorno della Vu nera in Eurolega, la massima competizione Europea.

## Roster
Aggiornato al 16 dicembre 2021
| VidiVici Virtus Bologna 2006-2007 | VidiVici Virtus Bologna 2006-2007 |
| Giocatori                         | Staff tecnico                     |
| --------------------------------- | --------------------------------- |

| N. | Naz.                                                | Ruolo | Nome                 | Anno | Alt.   | Peso   |  |
| -- | --------------------------------------------------- | ----- | -------------------- | ---- | ------ | ------ |  |
| 5  | Stati Uniti (bandiera) · Svezia (bandiera)          | P     | Doremus Bennerman    | 1972 | 180 cm |        |  |
| 5  | Macedonia del Nord (bandiera) · Slovenia (bandiera) | PG    | Vlado Ilievski       | 1980 | 188 cm | 82 kg  |  |
| 6  | Stati Uniti (bandiera)                              | P     | Travis Best          | 1972 | 180 cm | 83 kg  |  |
| 7  | Stati Uniti (bandiera) · Italia (bandiera)          | G     | Brett Blizzard       | 1980 | 191 cm | 88 kg  |  |
| 8  | Bulgaria (bandiera) · Francia (bandiera)            | AG    | Ilian Evtimov        | 1983 | 200 cm | 110 kg |  |
| 8  | Grecia (bandiera)                                   | AP    | Prodromos Nikolaidīs | 1978 | 200 cm | 110 kg |  |
| 9  | Danimarca (bandiera)                                | A     | Christian Drejer     | 1982 | 205 cm | 102 kg |  |
| 11 | Italia (bandiera)                                   | C     | Andrea Crosariol     | 1984 | 210 cm | 110 kg |  |
| 12 | Brasile (bandiera) · Italia (bandiera)              | AG    | Guilherme Giovannoni | 1980 | 202 cm | 104 kg |  |
| 13 | Rep. Dominicana (bandiera) · Italia (bandiera)      | G     | Óscar Gugliotta      | 1982 | 193 cm | 85 kg  |  |
| 14 | Serbia (bandiera) · Grecia (bandiera)               | AP    | Dušan Vukčević       | 1975 | 201 cm | 88 kg  |  |
| 15 | Stati Uniti (bandiera)                              | C     | Kris Lang            | 1979 | 211 cm | 112 kg |  |
| 15 | Grecia (bandiera)                                   | C     | Andreas Glyniadakīs  | 1981 | 216 cm | 125 kg |  |
| 16 | Italia (bandiera)                                   | P     | Fabio Di Bella (C)   | 1978 | 186 cm | 83 kg  |  |
| 17 | Italia (bandiera)                                   | P     | Simone Bonfiglio     | 1988 | 181 cm |        |  |
| 18 | Stati Uniti (bandiera)                              | AG    | Bennett Davison      | 1975 | 203 cm | 110 kg |  |
| 18 | Serbia (bandiera) · Grecia (bandiera)               | GA    | Vladimir Petrović    | 1977 | 199 cm |        |  |
| 19 | Stati Uniti (bandiera)                              | AC    | Tyrone Grant         | 1977 | 204 cm | 105 kg |  |
| 20 | Italia (bandiera)                                   | C     | Riccardo Malagoli    | 1988 | 208 cm | 102 kg |  |
| 20 | Italia (bandiera)                                   | AG    | Andrea Michelori     | 1978 | 202 cm | 108 kg |  |
| -  | Italia (bandiera)                                   | AG    | Stefano Masciadri    | 1989 | 198 cm | 95 kg  |  |
| -  | Italia (bandiera)                                   | AG    | Michele Novi         | 1988 | 204 cm |        |  |
| -  | Italia (bandiera)                                   | A     | Riccardo Pederzini   | 1989 | 196 cm | 90 kg  |  |
| -  | Italia (bandiera)                                   | C     | Francesco Quaglia    | 1988 | 205 cm | 98 kg  |  |
| -  | Serbia (bandiera) · Italia (bandiera)               | P     | Stevan Stojkov       | 1989 | 180 cm | 70 kg  |  |

| Allenatore                                            |
| - Zare Markovski                                      |
| Assistente/i                                          |
| - Nessuno Legenda - (C) Capitano - Infortunato Roster |

## Mercato

### Sessione estiva
| Acquisti | Acquisti             | Acquisti        | Acquisti   | Acquisti |
| R.a      | Nome                 | da              | Modalità   |          |
| -------- | -------------------- | --------------- | ---------- | -------- |
| P        | Travis Best          | UNICS Kazan'    | definitivo |          |
| G        | Brett Blizzard       | Pall. Reggiana  | definitivo |          |
| AG       | Ilian Evtimov        | Estudiantes     | definitivo |          |
| C        | Andrea Crosariol     | Pall. Treviso   | prestito   |          |
| AG       | Guilherme Giovannoni | Pall. Treviso   | definitivo |          |
| AG       | Bennett Davison      | Cibona Zagabria | definitivo |          |
| AG       | Andrea Michelori     | Pall. Cantù     | definitivo |          |

| Cessioni | Cessioni           | Cessioni           | Cessioni       | Cessioni |
| R.       | Nome               | a                  | Modalità       |          |
| -------- | ------------------ | ------------------ | -------------- | -------- |
| A        | David Blu          | Fortitudo Bologna  | fine contratto |          |
| C        | Ken Lacey          | Free agent         | fine contratto |          |
| AP       | Marko Milič        | Olimpija Lubiana   | fine contratto |          |
| A        | Andrés Pelussi     | Libertad Sunchales | fine contratto |          |
| G        | Jeremy Veal        | Aironi Novara      | fine contratto |          |
| P        | Vedran Morović     | Cibona Zagabria    | fine contratto |          |
| AG       | Sōtīrīs Gkioulekas | Norimberga         | fine contratto |          |
| C        | Paolo Barlera      | Pall. Biella       | prestito       |          |

### Dopo l'inizio della stagione
| Acquisti | Acquisti             | Acquisti            | Acquisti         | Acquisti   |
| R.       | Nome                 | da                  | Data             | Modalità   |
| -------- | -------------------- | ------------------- | ---------------- | ---------- |
| P        | Doremus Bennerman    | Free agent          | 16 novembre 2006 | definitivo |
| P        | Vlado Ilievski       | Virtus Roma         | 28 dicembre 2006 | definitivo |
| AC       | Tyrone Grant         | Jeonju Egis         | 4 aprile 2007    | definitivo |
| C        | Andreas Glyniadakīs  | Albuquerque T'birds | 6 maggio 2007    | definitivo |
| AP       | Prodromos Nikolaidīs | AEK Atene           | 10 maggio 2007   | definitivo |
| GA       | Vladimir Petrović    | Racing Parigi       | 11 maggio 2007   | definitivo |

| Cessioni | Cessioni          | Cessioni       | Cessioni         | Cessioni    |
| R.       | Nome              | a              | Data             | Modalità    |
| -------- | ----------------- | -------------- | ---------------- | ----------- |
| P        | Doremus Bennerman | Olimpia Milano | 2 febbraio 2007  | rescissione |
| AG       | Bennett Davison   | Olimpia Milano | 26 febbraio 2007 | rescissione |

## Risultati
- Serie A:
  - stagione regolare:  3ª classificata su 18 squadre (22-12);
  - playoff: finalista (6-6)
- Coppa Italia: finalista (2-1)
- Fiba Cup:3ª classificata (12-4)